# Brevet till kungen
Brevet till kungen (nederländska: De brief voor de koning) är en nederländsk barnbok från 1962, skriven och illustrerad av Tonke Dragt. Handlingen kretsar kring den sextonåriga pojken Tiuri som får i uppgift att leverera ett hemligt brev till kungen Unauwen. Boken har belönats med det nederländska priset Gouden Griffel två gånger och är en given klassiker i Nederländerna. En uppföljare, Geheimen van het Wilde Woud, gavs ut 1965.
Den 15 maj 2019 släpptes den första boken på svenska, drygt 50 år efter originalutgivningen. Uppföljaren med titeln Vilda skogens hemligheter släpptes 2020.
En filmatisering regisserad av Pieter Verhoeff kom 2008. I juli 2018 rapporterades det att FilmWave och Netflix arbetade med att producera en TV-serie av boken. TV-serien, som fick samma namn som boken, Brevet till kungen, hade premiär 2020.